# Colegio Nacional José Pedro Varela
El Colegio Nacional José Pedro Varela es un colegio privado, laico y bilingüe uruguayo. Su sede histórica se encuentra en Montevideo y cuenta con una sede en la Ciudad de la Costa.

## Historia
El Colegio Nacional José Pedro Varela fue creado el 24 de octubre de 1942 por la Sociedad Uruguaya de Enseñanza.
Dicha institución debe su nombre al escritor, periodista y político uruguayo José Pedro Varela, reformador de la educación uruguaya. La profesora Déborah Vitale fue quien asumió honorariamente la primera dirección del colegio. Con su expansión inició en 1943 los cursos de educación secundaria. Actualmente cuenta con dos sedes: una en el centro de Montevideo, que cuenta con educación inicial, primaria y secundaria, y una en la Ciudad de la Costa, que cuenta con educación secundaria.

## Actualidad
En 2015 contaba con 400 funcionarios y 1170 estudiantes. En diciembre de 2015 atravesó una crítica situación financiera siendo sus empleados enviados al seguro de paro. En diciembre del 2015 el entonces Consejo Directivo decide el cierre del Colegio, sin tener la aprobación para ello de la Asamblea de Socios de la Sociedad Uruguaya de Enseñanza, órgano máximo de la institución.
En enero de 2016 la Asamblea de Socios de la Sociedad Uruguaya de Enseñanza acepta una fórmula presentada por los padres de los alumnos, exalumnos y funcionarios, por lo que el colegio no cierra sus puertas y continúa funcionando.  Hasta la nueva convocatoria a elecciones y ante la renuncia del Consejo Directivo vigente a esa fecha, la institución educativa funcionó con un equipo de tres personas que serían las responsables del proceso de transición.  La Sociedad Uruguaya de Enseñanza decidió reabrir las puertas del colegio a partir del 1 de febrero de 2016. Tenía a esa fecha 338 funcionarios, luego del vencimiento de 96 contratos, y 850 estudiantes.
En abril de 2016 se realizaron elecciones de nuevas autoridades y el nuevo Consejo Directivo tomó posesión de sus cargos. Gestionó un periodo muy difícil y negoció soluciones a muchos de los problemas que heredó. En junio de 2017, se decide vender alguna de sus propiedades para pagar a sus acreedores y poder así regularizar su situación.
En diciembre de 2017 se concreta la venta de un inmueble al Consejo de Educación Secundaria, lo que permite amortizar parcialmente las deudas existentes y continuar funcionando.
En abril de 2018 se celebran nuevas elecciones reglamentarias de autoridades y asume el nuevo Consejo Directivo, integrado, por primera vez en la historia del Colegio, completamente por padres de alumnos, y presidido, por primera vez en la historia también, por una mujer, la doctora Mariel Camejo. Durante el 2018 el Colegio finaliza el pago de sus deudas, afianzando la relación con sus funcionarios y realizando cambios de cara a los nuevos desafíos que plantea la educación actual. Uno de estos cambios es la incorporación a partir de enero de 2019 del maestro Juan Pedro Mir en la Dirección de Inicial y Primaria, figura de conocida trayectoria y probada capacidad técnica, que suma un nuevo perfil al grupo de Dirección ya existente.

## Himno institucional
"Palpitante en la luz de la aurora
y en la frente la llama inmortal
Juventud no abandones la proa
ya la nave zarpó hacia el ideal
En los labios el himno de llamas
y en la frente la llama también
Si los altos destinos proclamas
Brotará la simiente del bien
Nuestras vidas ya son primaveras
Los trigales se habrán de dorar
Y henchiremos de vidas las eras
Y otra vez juventud a sembrar
Sea el sol nuestro signo sublime
Sea el sol en su eterno nacer
De las sombras su ardor nos redime
Y sus dones los vemos crecer
La verdad en amor y en belleza
La verdad nos sabrá de asistir
Sea ella la joven pureza
Y en su luz dictará el porvenir
Que no duerma jamás el anhelo
Que la llama fulgure inmortal
Y las almas en diáfano vuelo
No descansen creando el ideal"

## Alumnos destacados
Entre sus alumnos destacados se encuentran: Mercedes Menafra, Diego Pérez Pintos, Rosario Castillo, Patricia Kramer, Nicolas Jodal , los Economistas Héctor Morena y Daniel Dominioni y la vicepresidenta de Uruguay, Beatriz Argimón.
La excelencia académica es uno de los postulados básicos del colegio, por lo que históricamente sus alumnos han sido premiados en diferentes eventos. Anualmente el colegio logra destaques en las Olimpiadas de Física, Química, Astronomía y Matemáticas, así como en Proyectos de Ciencias; medallas en Campeonatos de Coreografía, Fútbol y Atletismo y reconocimientos en los exámenes IGCSE, entre los que destaca el mejor puntaje de todo Uruguay en las siete materias que componen los exámenes.[cita requerida]
A partir del 2019 el Colegio fue elegido para ser Sede de la Conferencia IIMUN, que se desarrolló por primera vez en Uruguay y segunda vez en Sudamérica. La conferencia reproduce el modelo de la Organización de Naciones Unidas, promoviendo la discusión tolerante de las diferentes ideas y los proyectos para mejorar la vida de los habitantes del Mundo en diferentes áreas. También fue seleccionado para participar de las Olimpiadas Académicas en Inglaterra: British English Olympics y The Masters, donde participó con varias delegaciones.[cita requerida]